# Waake
Waake er en by og kommune i det centrale Tyskland, beliggende under Landkreis Göttingen, i den sydlige del af delstaten Niedersachsen. Kommunen, der har godt 1.400 indbyggere (2012), er en del af amtet (samtgemeinde) Radolfshausen.

## Geografi
Waake er beliggende omkring 9 km øst-nordøst for Göttingen i den nordøstlige ende af Göttinger Wald. Bækken  Aue, der er et tilløb til Suhle løber gennem kommunen.